# Pseudolaguvia
Pseudolaguvia — рід риб родини Sisoridae ряду сомоподібних. Має 25 видів. Тривалий час цих сомів відносили до родини Erethistidae. Проте за дослідженнями 2007 року представники роду належать до родини Sisoridae. Втім все ще існує часткова невизначеність з цього питання.

## Опис
Загальна довжина представників цього роду коливається від 2,5 до 4 см. Зовнішнє схожі на представників роду Glyptothorax. Голова витягнута, сплощена зверху. Очі маленькі, розташовані у верхній частині голови. Верхня губа має сосочки. Є 4 пари вусів з чорними кільцями. Внизу боків присутні широкі зяброві отвори. Тулуб стрункий, трохи сплощений. Спинний і грудні плавці з великими шипами. Спинний плавець помірно широкий, його шип майже гладенький. Грудні плавці витягнуті. На першому (жорсткому) промені цих плавців є щербини. На грудях присутній короткий торакальний клейовий апарат, за допомогою якого ці соми тримаються каміння та скель. Жировий плавець невеличкий. Анальний плавець складається з 8—10 м'яких променів. Хвостовий плавець відносно великий, широкий.
Забарвлення коливається від жовтого до темно-коричневого. У низки видів присутні контрастні поперечні смуги.

## Спосіб життя
Живуть, за рідкісним винятком, в швидких, чистих річкових потоках на мілині. Воліють галькові-піщані, інколи скелясті, ґрунти, зустрічаються серед детриту. Тримають невеличкими косяками. Вдень ховаються під каменями або іншими предметами. Живляться дрібними безхребетними.

## Розповсюдження
Поширені у Південній Азії: від Індії до М'янми.

## Тримання в акваріумі
Підходить невисока ємність — 20-25 см, об'ємом від 50 літрів. На дно насипають дрібний пісок темних тонів. Зверху висипають пару жмень дрібної гальки. Уздовж задньої стінки укладають різні камені неправильної форми. Рослини не потрібні.
Сомів містять групою від 10 штук. Сусідами можуть бути неагресивні, невеликі види — в'юни роду Pangio, Microrasbora, Boraras. Вживають дрібний живий харч. До заміннику — фаршу з морепродуктів — звикають не відразу. З технічних засобів знадобиться потужний внутрішній фільтр для створення сильної течії, компресор. Температура тримання повинна становити 20-25 °C.

## Види
- Pseudolaguvia assula
- Pseudolaguvia austrina
- Pseudolaguvia ferruginea
- Pseudolaguvia ferula
- Pseudolaguvia flavida
- Pseudolaguvia foveolata
- Pseudolaguvia fucosa
- Pseudolaguvia inornata
- Pseudolaguvia jiyaensis
- Pseudolaguvia kapuri
- Pseudolaguvia lapillicola
- Pseudolaguvia magna
- Pseudolaguvia meghalayaensis
- Pseudolaguvia muricata
- Pseudolaguvia nepalensis
- Pseudolaguvia nubila
- Pseudolaguvia permaris
- Pseudolaguvia ribeiroi
- Pseudolaguvia shawi
- Pseudolaguvia spicula
- Pseudolaguvia tenebricosa
- Pseudolaguvia tuberculata
- Pseudolaguvia vespa
- Pseudolaguvia virgulata
- Pseudolaguvia viriosa